# Mithridates II. (Kommagene)
Mithridates II. Antiochos Epiphanes Philorhomaios Philhellen Monocritis auch als Mithridates II. von Kommagene bekannt (altgriechisch ο ΜιΘριδάτης Αντίοχος Επιφανής Φιλορωμαίος Φιλέλλην' Μονοκρίτης), war ein König von Kommagene armenisch griechischer Abstammung, der im 1. Jahrhundert v. Chr. lebte. Er war ein Prinz und einer der Söhne des Antiochos’ I. und einer unbekannten Mutter. Als sein Vater 38 v. Chr. starb, folgte er ihm auf den Thron.
Nach Plutarch war er ein Verbündeter des römischen Triumvirn Marcus Antonius, und 31 v. Chr. führte Mithridates persönlich seine Truppen nach Actium, um Antonius gegen Augustus zu unterstützen. Mithridates hatte einen Bruder namens Antiochos II., der im Jahr 29 v. Chr. von Augustus nach Rom beordert wurde, weil man ihm die Ermordung eines Botschafters vorwarf. Antiochos wurde auf den Befehl des Augustus hingerichtet.
Nach dem Tod des Antonius wurde Mithridates während der Alleinherrschaft des Augustus ein treuer Verbündeter des Imperators. Augustus zwang Mithridates, das Dorf Zeugma der Provinz Syria zu überlassen. Das Dorf lag an einem größeren Übergang über den Euphrat. Um keinen Konflikt mit Augustus zu haben, legte Mithridates den Beinamen Philhellen (Freund der Griechen) ab und nahm den Namen Philorhomaios (Freund der Römer) an. Die Titel Philhellen und Philorhomaios kamen durch den königlichen Kult, der von seinem verstorbenen Vater gegründet worden war und in dem Mithridates eine wichtige Position innehatte. Sein anderer Titel Monocritis war ein nicht bezeugter Titel, hatte eine gerichtliche Funktion innerhalb der königlichen Regierung und war ein Zeichen für seinen hohen sozialen Rang.
Nach einer Inschrift eines Begräbnisaltars, der im türkischen Dorf Sofraz gefunden wurde und aus der Mitte des 1. Jahrhunderts stammt, war die Ehefrau des Mithridates eine Griechin namens Laodike. Die Altarinschrift beschreibt Familienmitglieder über sieben Generationen und beinhaltet auch den Namen Mithridates, seines Vaters und seiner Frau Laodike. Mithridates herrschte von 38 bis 20 v. Chr. als König von Kommagene. Als er 20 v. Chr. starb, wurde der gemeinsame Sohn mit Laodike Mithridates III. neuer König.